# Окопы (Львовская область)
Окопы (укр. Окопи) — село в Добросинско-Магеровской сельской общине Львовского района Львовской области Украины.
Население по переписи 2001 года составляло 206 человек. Занимает площадь 8,5 км². Почтовый индекс — 80335. Телефонный код — 3252.